# Booker Coplin
Booker Wade Coplin (* 19. November 1997 in Shakopee) ist ein US-amerikanischer Basketballspieler.

## Laufbahn
Coplin spielte an der Shakopee High School im US-Bundesstaat Minnesota, in der Saison 2016/17 an der University of Wisconsin-River Falls sowie von 2017 bis 2020 an der ebenfalls der dritten NCAA-Division zugehörigen Augsburg University. Er wurde von der Trainervereinigung NABC in der Saison 2018/19 als bester Spieler der dritten NCAA-Division ausgezeichnet. In derselben Saison war Coplin Spieler des Jahres der Minnesota Intercollegiate Athletic Conference, in der Saison 2019/20 teilte er sich diese Auszeichnung mit einem weiteren Spieler. Das Fachportal d3hoops.com wählte ihn in die Mannschaft des Jahrzehnts (2010 bis 2020) in der dritten NCAA-Division.
Im Sommer 2021 wurde Coplin vom deutschen Drittligisten SG ART Giants Düsseldorf unter Vertrag genommen. Er trug in der Saison 2021/22 als bester Korbschütze der Rheinländer (19,1 Punkte je Begegnung) zum Aufstieg der Mannschaft in die 2. Bundesliga ProA bei und erzielte auch in den Wertungen Rebounds (5,5), Korbvorlagen (5) und Ballgewinne (2,9) hohe Durchschnittswerte. Anschließend erhielt Coplin von Düsseldorf einen neuen Vertrag für die zweithöchste deutsche Spielklasse. Auch in der Saison 2022/23 stand Coplin in Düsseldorfs Korbjägerliste mit 16,6 Punkten je Begegnung an der Spitze.
Im Sommer 2023 wechselte er zum Bundesligaabsteiger Skyliners Frankfurt. Er wurde mit der Mannschaft 2024 Vizemeister der 2. Bundesliga ProA und war im Laufe des Spieljahres 2023/24 mit 10,9 Punkten je Begegnung Frankfurts bester Korbschütze. Damit gelang der Aufstieg in die Bundesliga. Coplin erhielt in Frankfurt anschließend einen neuen Vertrag. Im Januar 2025 wurde bekannt, dass bei einer Trainingskontrolle Ende November 2024 in einer von Coplin abgegebenen Probe ein auffälliger Testosteronwert festgestellt wurde. Daraufhin wurde er von der Nationalen Anti-Doping Agentur Deutschland (NADA) vom weiteren Spiel- und Trainingsbetrieb suspendiert. Coplin führte das Testergebnis auf die Einnahme eines für ihn „medizinisch notwendiges Medikaments“ zurück. Im März 2025 sprach ihn die NADA vom Dopingvorwurf frei.
Wenige Tage später wechselte er innerhalb der Bundesliga zu den MHP Riesen Ludwigsburg.